# Cicadula colorata
Cicadula colorata är en insektsart som beskrevs av Henry Fairfield Osborn 1934. Cicadula colorata ingår i släktet Cicadula och familjen dvärgstritar. Inga underarter finns listade i Catalogue of Life.